# Cyclone, catégorie 6 : Le Choc des tempêtes
Pour plus de détails, voir Fiche technique et Distribution.
Cyclone, catégorie 6 : Le Choc des tempêtes ou Catégorie 6 : Jour de Destruction au Québec (Category 6: Day of Destruction) est un téléfilm catastrophe américain en deux parties réalisé par Dick Lowry, diffusé en 2004.

## Synopsis
Amy Harkin enquête sur la longue vague de sécheresse qui sévit sur Chicago, sans se douter que le climat va encore empirer. Tornades, tempête chaude, front arctique : trois fronts atmosphériques dévastateurs menacent la ville. Personne ne sera prévenu à temps si Mitch, chef des opérations à la Midwest Electric, n'arrive pas à restaurer d'urgence le courant de la ville. Las Vegas se fait détruire par des tornades ainsi que Saint Louis.

## Fiche technique
Sauf indication contraire, les informations mentionnées dans cette section peuvent être confirmées par la base de données cinématographiques IMDb,  présente dans la section « Liens externes ».
- Titre original : Category 6: Day of Destruction
- Titre français : Cyclone, catégorie 6 : Le Choc des tempêtes
- Titre québécois : Catégorie 6 : Jour De Destruction
- Réalisation : Dick Lowry
- Scénario : Matt Dorff
- Direction artistique : Sheila Haley
- Décors : Doug Byggdin
- Costumes : Abram Waterhouse
- Photographie : Neil Roach
- Montage : Tod Feuerman et Scot J. Kelly
- Musique : Jeff Rona et Joseph Williams
- Production : Leslie Belzberg, Randy Sutter, Robert M. Sertner et Frank von Zerneck
- Sociétés de production : MAT IV et Von Zerneck Sertner Films ; Frank & Bob Films II (coproduction)
- Sociétés de distribution : CBS Television et Lions Gate Entertainment
- Pays d'origine :  États-Unis
- Langue originale : anglais
- Format : couleur — 1,78:1 — son stéréo
- Genre : catastrophe
- Durée : 174 minutes
- Dates de sortie : 
  - États-Unis, Canada : 14 et 17 novembre 2004 sur CBS et Citytv
  - France : 14 novembre 2005 sur M6
  - Belgique : 13 juin 2013

## Distribution
- Thomas Gibson (VF : Denis Laustriat) : Mitch Benson
- Nancy McKeon (VF : Valérie Siclay) : Amy Harkin
- Chandra West (VF : Laura Blanc) : Rebecca Kerns
- Brian Markinson (VF : Vincent Violette) : Chris Haywood
- Nancy Anne Sakovich (VF : Pauline Larrieu) : Jane Benson
- Randy Quaid : Tornado Tommy Dixon
- Dianne Wiest (VF : Denise Metmer) : Shirley Abbott, secrétaire d'État à l'énergie
- Brian Dennehy (VF : Richard Leblond) : Andy Goodman
- Ari Cohen (en) (VF : Guillaume Lebon) : Dan London
- Christopher Shyer : Craig Shilts
- Arnold Pinnock (en) : Jason
- Chad Willett (en) : Jeff Harkin
- Hollis McLaren (en) : Helen Travers
- Janaya Stephens : Laura Harkin
- Petra Wildgoose (VF : Bénédicte Bosc) : Lindsay Benson
- Jeff Sutton : Garth Benson

## Accueil

### Diffusions
Le film est diffusé sur le réseau CBS aux États-Unis, dont la première partie s’est lancée le 14 novembre 2004 et la seconde, le 17 novembre 2004. Quant à la France, les deux parties sont diffusées le 14 novembre 2005 sur M6.

### Box-office
La diffusion de ce téléfilm en deux parties est un grand succès pour CBS : la première partie a été suivie par 19,4 millions de spectateurs et la seconde, 17 millions.

## Suite
Ce téléfilm comprend une suite toujours en deux parties intitulée Cyclone Catégorie 7 : Tempête mondiale pour les Français ou Catégorie 7 : La Fin du Monde pour les Québécois (Category 7 : The End of the World) du même réalisateur Dick Lowry, diffusée en 2005 sur le réseau CBS.